# Lombardo (navire)
Pour les articles homonymes, voir Lombardo.

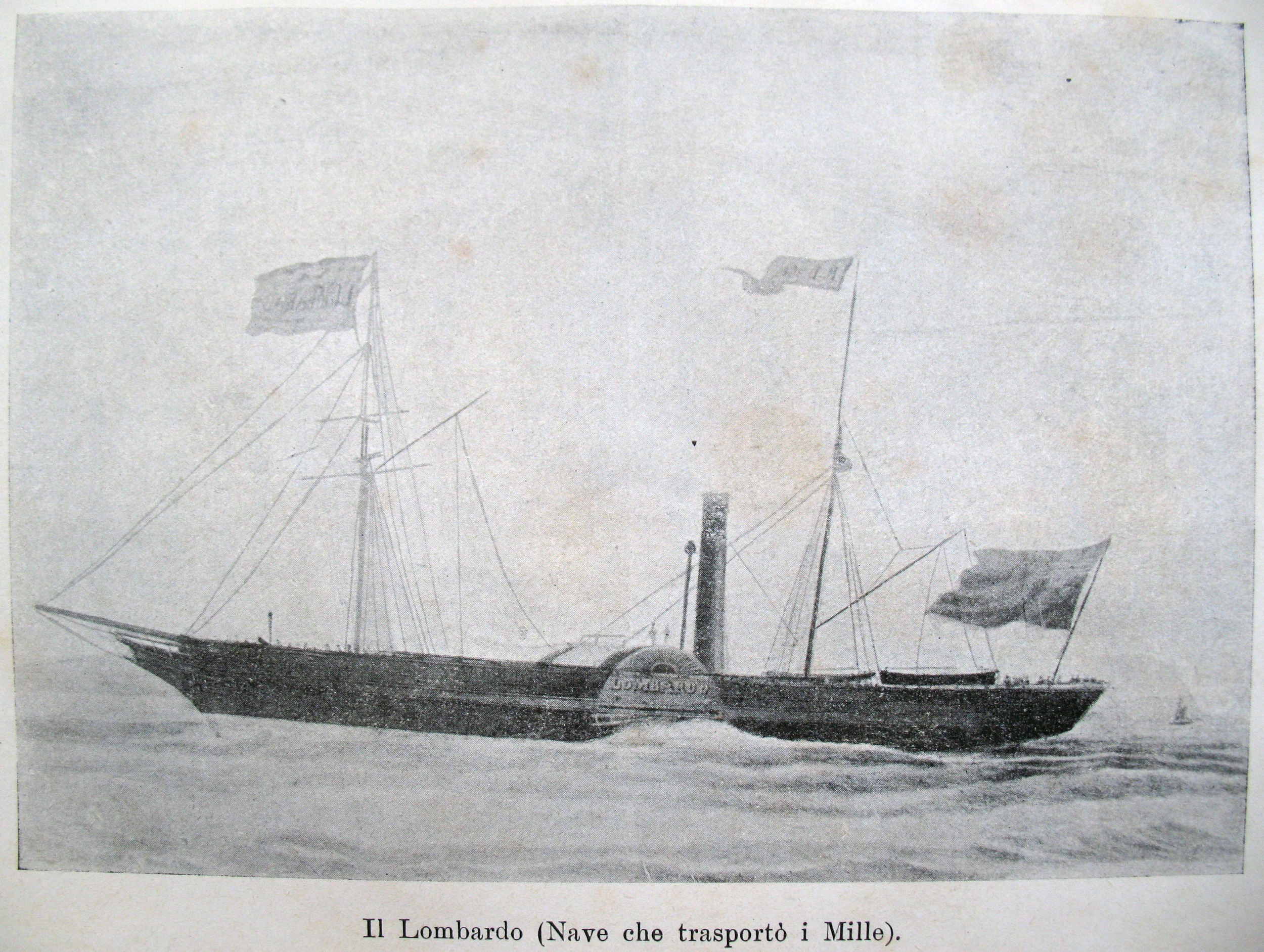
Le Lombardo

Le bateau à vapeur Lombardo est l'une des deux embarcations utilisée pour transporter les mille hommes commandés par Giuseppe Garibaldi depuis Quarto, près de Gênes vers la Sicile lors de l'expédition des Mille.

## Caractéristiques
Le Lombardo est un bateau en acier à propulsion à vapeur avec deux roues à pale et doté de voiles carrées, appartenant à la société Rubattino. Il déplace 729 tonnes et le moteur construit à Londres par la société Maudslay, Sons e Field a une force de 220 chevaux. Il est  destiné au transport civil.

## Histoire

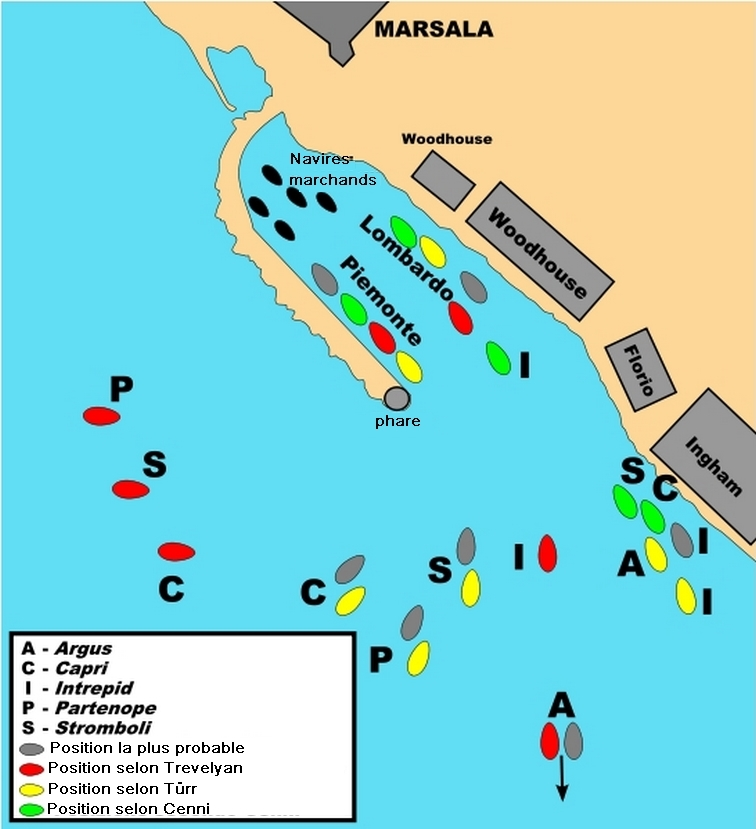
Plan du débarquement de l'expédition des Mille à Marsala.

Le navire, construit à Venise en 1841, est immatriculé à Livourne pour bénéficier du régime douanier toscan alors très favorable. Après de nombreuses vicissitudes, il est acheté par la compagnie Rubattino en 1846.
En 1855, il est loué par le Royaume de Sardaigne pour le transport des troupes pendant la guerre de Crimée.
L'utilisation des deux navires, après qu'un groupe de garibaldien commandé par Nino Bixio s'en empare dans la nuit du 5 au 6 mai 1860, dans le port de Gênes, est au centre d'une controverse même s'il est clair que le vol est une simulation car il a lieu à la suite d'un accord entre Garibaldi et le directeur de la société Giovanni Battista Fauchè (it) et peut-être aussi entre le propriétaire et les autorités les plus importantes du royaume de Sardaigne. Il résulte qu'un acte notarié signé à Turin 14 mai 1860 et garanti par l'état piémontais règle la cession des deux navires.
En attendant d'atteindre sa pleine pression, le Lombardo, commandé par Augusto Elia, est remorqué par le Piemonte qui lève l'ancre du vieux port de Gênes dans la nuit par une manœuvre complexe. Le Piemonte et le Lombardo sont conduits à Quarto, où le reste des hommes s'embarquent. Garibaldi embarque sur le Piemonte tandis que Bixio prend place sur le Lombardo, commandé par Salvatore Castiglia. Au cours de l'arrêt à Talamone afin de s'approvisionner, le timonier Andrea Rosi, employé par la société Rubattino et « séquestré » avec le bateau est débarqué, il est remplacé par un volontaire, Lorenzo Carbonari (it). Après cette halte, le Lombardo transporte 627 hommes. Les deux navires se dirigent vers la Sicile. 
Dans la nuit du 10 au 11 mai, le Lombardo est distancé par le Piemonte, plus rapide et parce qu'il a dû s’arrêter pour récupérer un homme tombé à la mer. Peu avant l'aube, la jonction des deux navires faillit se produire de manière dramatique, Bixio, confondant le Piemonte pour un navire ennemi, est sur le point d'ordonner l'abordage.
Durant le débarquement des garibaldiens à Marsala, le 11 mai 1860, le Lombardo s'échoue en raison d'une mauvaise manœuvre ou peut-être pour favoriser un débarquement plus rapide. Il est bombardé par les canons des navires du royaume des Deux-Siciles arrivés sur place et saccagé par les habitants de Marsala. Les bourboniens, ne réussissant pas à le désincarcérer, tentent de le rendre inutilisable. L'équipage, contraint à l'abandonner, constitue avec les marins du Piemonte, la compagnie des marins canonniers placée sous le commandement de Salvatore Castiglia qui se distingue lors de la bataille de Calatafimi.
Le navire reste échoué dans le port de Marsala jusqu'au mois de juillet, il est alors laborieusement récupéré par les forces garibaldiennes et remorqué jusqu'à l'arsenal de Palerme où il est réparé et au lieu d'être restitué à la société Rubattino (la société reçoit une indemnisation de 750 000 lires), il est inscrit dans la marine sicilienne garibaldienne. 
Par un décret du 5 octobre, Garibaldi ordonne que les deux navires soient préservés «en mémoire de l'initiative du peuple italien», mais, après la conclusion de l'expédition des  Mille, le Lombardo passe au service de la marine royale afin de transporter des troupes et des détenus, ce que Garibaldi critique fermement.
Dans la nuit du 12 au 13 mars 1864, alors qu'il transporte des troupes d'Ancône à Manfredonia et des détenus dans les îles Tremiti, le Lombardo fait naufrage au cours d'une tempête près de l'île de San Domino, dans l'Adriatique, sans faire de victime,.